# Božji otroci
Zavod Božji otroci so slovenska protestna aktivistična skupina, ki nasprotuje splavu. Skupina je v okviru pobude 40 dni za življenje pred ljubljansko Ginekološko kliniko več let zapored organizirala mirne shode, s katerimi so želeli pacientke odvrniti od izvedbe umetnega splava. Na shodih so nosili transparente in izvajali tiho molitev.

## Odzivi
Nekatere pacientke so v odzivu na prisotnost protestnikov navajale, da so se zaradi njih počutile prizadete oz. so se soočale z duševno stisko. Strokovni direktor ginekološke klinike je shode označil za neprimerne.
V odzivu na shode Božjih otrok je skupina 165 posameznikov in 14 organizacij na državni zbor naslovila pobudo za zaščito ustavnih pravic žensk, v kateri je vladne institucije pozvala k ukrepanju zoper skupino Božji otroci, saj da s svojimi shodi (med drugim) kršijo ustavno pravico do svobodnega odločanja o rojstvu otrok.